# Корочкин, Леонид Иванович
Леони́д Ива́нович Ко́рочкин (16 апреля 1935 года, Новокузнецк — 19 августа 2006 года, Москва) — российский генетик и нейробиолог, специализировавшийся в области биологии развития. Доктор медицинских наук, профессор, член-корреспондент Российской академии наук. Автор более 500 научных работ, шести монографий и двух учебников.

## Биография
Родился 16 апреля 1935 года в Новокузнецке в семье медиков. Его отец, Иван Григорьевич Корочкин, был заслуженным врачом РСФСР, гистологом по специальности, а мать, Антонина Васильевна, работала медицинской сестрой.
В 1954 году Л. И. Корочкин окончил с золотой медалью среднюю школу № 1 в городе Кемерово, после чего поступил на лечебный факультет Томского государственного медицинского института (ТГМИ). В институте он сразу же стал заниматься научной работой в кружке при кафедре гистологии. Во время учёбы в институте Л. И. Корочкин был председателем научного студенческого общества, а также председателем городского научного студенческого общества. По получении высшего медицинского образования в 1960 году был принят в аспирантуру при кафедре гистологии ТГМИ. Уже через год, в 1961 году, он успешно защитил кандидатскую диссертацию, темой которой была дифференцировка интрамурального нервного аппарата пищеварительной трубки человека.
После защиты кандидатской диссертации Л. И. Корочкин организовал работу гистохимического и гистологического кабинетов в новой Центральной научно-исследовательской лаборатории, созданной в 1962 году в качестве самостоятельной структуры при Томском медицинском институте.
В 1964 году Корочкин переехал в Новосибирск, где некоторое время работал в биологической группе в Институте математики СО АН СССР. Затем он перешёл в Институт цитологии и генетики СО АН СССР, в котором сначала организовал группу, а затем лабораторию генетических основ онтогенеза. Основная деятельность этой лаборатории была направлена на изучение роли определённых генов в индивидуальном развитии, в центре внимания были самые разные объекты — от половой системы самцов дрозофилы до центральной нервной системы млекопитающих. Здесь впервые в СССР были начаты исследования по генетике изоферментов в отдельных органах.
В 1965 году у Корочкина вышла его первая монография «Дифференцировка и старение вегетативного нейрона», которая впоследствии была представлена им в виде докторской диссертации. В 1968 году, в возрасте 33-х лет, Л. И. Корочкину была присвоена степень доктора медицинских наук. Корочкин одним из первых в стране стал использовать гистохимические методы для исследования процессов нейрогенеза. Разработанные им принципы гистохимического тестирования функциональной активности нейронов до сих пор используются в нейрогистологии и патогистологии.
Во второй половине 1960-х годов длительное время работал в лаборатории знаменитого шведского молекулярного генетика Яна-Эрика Эдстрема (Jan-Erik Edström) в Каролинском институте. Там Л. И. Корочкин овладел уникальной техникой молекулярного анализа синтеза РНК в отдельных клетках.
В 1980 году Корочкин стал работать в Москве, где возглавил организованную им лабораторию генетики развития в Институте биологии развития им. Н. К. Кольцова АН СССР в Москве. Позднее, в 1991 году, в Москве им была открыта ещё одна лаборатория — лаборатория нейрогенетики и генетики развития в Институте биологии гена РАН.
Последние 16 лет прожил в браке, в котором родились две дочери.
28 июля 2006 года Корочкин был сбит мотоциклистом при переходе Ленинского проспекта в Москве. 19 августа скончался. Похоронен на Троекуровском кладбище.

## Общественная деятельность
- В студенческие годы — председатель научного студенческого общества им. Н. И. Пирогова, председатель городского научного студенческого общества;
- Член редколлегий отечественных и зарубежных журналов, а также ученых и научных советов;
- Член Центрального совета Вавиловского общества генетиков и селекционеров (ВОГИС);
- Почётный член Московского отделения ВОГИС;
- Член бюро Научного совета по биологии развития РАН, эксперт РФФИ[4];
- Член Комиссии по борьбе с лженаукой и фальсификацией научных исследований РАН[10].

## Награды и премии
В 1994 году удостоен премии имени Н. К. Кольцова Российской академии наук за цикл работ «Молекулярно-генетические механизмы клеточной детерминации и дифференцировки».
В 1996 году за цикл работ «Наследственное биохимическое разнообразие, его роль в эволюции и индивидуальном развитии» Л. И. Корочкину присуждена Государственная премия Российской Федерации в области науки и техники.

## Черты характера. Увлечения
Корочкин был верующим человеком и считал, что вера и наука дополняют друг друга. Его перу принадлежит несколько книг, посвящённых религии и философии биологии.
В молодые годы увлекался футболом, имел 3-й спортивный разряд. В качестве вратаря участвовал в первенствах Новосибирского Академгородка по футболу в составе команды Института цитологии и генетики СО РАН.
Был художником и участвовал в выставках авангардистской живописи в Москве, Казани, Новосибирске. Его работы находятся в частных коллекциях в таких странах, как США, Франция, Англия, Мальта, Германия.

### Избранные статьи
- Хлопков А. М., Корочкин Л. И. К вопросу классификации изменений в нервных элементах //Архив патологии. — 1959. — T. 21, № 12. — С. 64-65.
- Корочкин Л. И. Некоторые цитохимические закономерности дифференцировки нейронов пищеварительной трубки у человека // Архив анатом., гистол. и эмбриол. — 1961. — Т. 40, № 5. — С. 53-57.
- Корочкин Л. И. Механизмы и факторы развития нейронов и межнейронных связей в онтогенезе// Успехи совр. биологии. — 1966. — T. 1, В. 4. — С.77-96.
- Корочкин Л. И. Метод выявления сукциндегидрогеназы в нервной ткани с одновременной импрегнацией серебром. //Архив анатомии, гистологии и эмбриологии. — 1963. — Т. 45, № 7. — С. 118—120.
- Корочкин Л. И., Серов О. Л., Свиридов С. М., Колпаков В. Г., Трут Л. Н., Карасик Г. И., Беляев Д. К. Некоторые биогистохимические исследования мозга лисиц с различными генетически детерминированными формами поведения //Генетика. — 1968. — Т. 5, № 2. — С.36-47.
- Korochkin L. I. et al. Microelectrophoresis of proteins and isozymes in flat capillaries. Analysis of isozyme spectrum in isolated cells //FEBS letters. — 1972. — Т. 22, №. 2. — С. 213—216.
- Корочкин Л. И., Беляева Е. С. Дифференциальная активность гомологичных локусов хромосом в онтогенезе //Онтогенез. — 1972. — Т. 3, №. 1. — С. 11-26.
- Korochkin L. I., Aronshtam A. A., Matveeva N. M. Genetics of esterases in Drosophila. III. Influence of different chromosomes on esterase pattern in Drosophila //Biochemical genetics. — 1974. — Т. 12, №. 1. — С. 9-24.
- Корочкин Л. И. Роль временных факторов в регуляции развития //Журн. общ. биологии. — 1976. — Т. 37, №. 2. — С. 184—191.
- Корочкин Л. И. Конкуренция преформистской и эпигенетических парадигм в эмбриологии. Её историческое и методологическое основание // Философия биологии: вчера, сегодня, завтра. — М.: ИФРАН, 1996. — С. 233—255. — ISBN 5-201-01897-1.
- Корочкин Л. И. В лабиринтах генетики // Новый мир. — 1999. — № 4. Архивировано 16 июня 2015 года.